# プレオーレ
プレオーレ（イタリア語: Preore）は、イタリア共和国トレンティーノ＝アルト・アディジェ州トレント自治県トレ・ヴィッレにある分離集落（フラツィオーネ）。
かつては独立した自治体（コムーネ）であったが、2016年1月1日、モンターニェ、ラーゴリと合併し、新自治体の一部となった。

## 地理

### 位置・広がり

#### 隣接コムーネ
コムーネとしてのプレオーレは、以下のコムーネと隣接していた。
- ラーゴリ
- モンターニェ
- ヴィッラ・レンデーナ
- ティオーネ・ディ・トレント
- ボルベーノ
- ズクロ